# نورينا ماتشابيلي
الأميرة نورينا ماتشابيللي (بالإيطالية: Maria Carmi)‏ (من مواليد إلينورا إرنا سيسيليا غيلي ؛ 3 مارس 1880 - 15 يونيو 1957) شاركت في تأسيس شركة العطور الأمير ماتشابيللي، وهي ممثلة مسرحية، سينمائية وناشرة وتلميذة للمعلم الروحي الهندي ميهار بابا. اسمها كان ماريا كارمي .

## مهنة ماريا كارمي كممثلة
ولدت جيلي في فلورنسا، إيطاليا، ابنة لحلواني اسمه لويجي جيلي، أصلاً من ساميدان، وزوجته إيما ترول من فينترتور. كانت أصغر خمسة أطفال وأمضت شبانها في فلورنسا وفييسولي.
بدأت مسيرتها المسرحية في مدرسة ماكس رينهاردت للتمثيل في المسرح الألماني، وكانت تنتمي إلى شركته من عام 1907 إلى عام 1909. تحت اسم المرحلة ماريا كارمي، لعبت في المسرح الإيطالي والألماني وفي الأفلام الصامتة.
كان أبرز أداء لها هو مادونا في مسرحية «المعجزة» المثيرة التي كتبها كارل فولمولر والتي تزوجها في عام 1904. تم إنتاج المسرحية في الأصل في ألمانيا. افتتحت في لندن في 23 ديسمبر 1911 في أولمبيا ارينا. في 23 ديسمبر 1923 تم إحياؤها في مدينة نيويورك في برودواي، ثم ذهبت في جولة في ديترويت وميلووكي ودالاس.
في نسخة نيويورك كانت تتناوب كل ليلة مع ديانا مانرز، وهي من الجميلات العالميات في ذلك العصر. قدمت نورينا أكثر من 1000 عرض مسرحي.

## أميرة والعطورات
بعد طلاقها من فولمولر، تزوجت من جورج ماتشابيلي، الأمير الجورجي والدبلوماسي في ستوكهولم، السويد، في عام 1917. كان جورج هو السفير الجورجي في إيطاليا حتى استيلاء البلشفية على جورجيا عام 1921، وعاشا في روما. انتقل الزوجان إلى الولايات المتحدة في عام 1923. كان جورج كيميائيًا هاويا، وشارك نورينا في تأسيس شركة العطور الشهيرة «أمير ماتشابيلي» في عام 1926. في عام 1933، انفصل الزوجان. توفي جورج في عام 1935 وفي عام 1936 باعت الشركة إلى سول غانز مقابل 250,000 دولار.

## مهير بابا
في عام 1931، التقت ماتشابيللي بالمعلم الروحي ميهير بابا وأصبحت من أتباعه. قدمت العديد من الشخصيات البارزة في عصرها إلى مهير بابا بما في ذلك غابرييل باسكال،  مرسيدس دي أكوستا  وكارل فولمولير (زوجها الأول). كما قامت بتأسيس دورية «مهير بابا» في عام 1938.
في أوائل الأربعينيات، شاركت ماتشابيللي في تأسيس مركز مهير الروحاني مع إليزابيث شابين باترسون في ميرتل بيتش، ساوث كارولينا في الولايات المتحدة.
في الأربعينات من القرن الماضي، قدمت نورينا ماتشابيللي سلسلة من المحاضرات العامة التي جرت على نطاق واسع في قاعة كارنيجي ومدينة نيويورك وأماكن أخرى قالت فيها إنها كانت تنقل رسائل عبر «نقل الأفكار» مباشرة من مهير بابا. عندما تتحدث، تحول الضمير «أنا» إلى «أنا، مهير بابا». أثار هذا حيرة بعض أتباع مهير بابا ورفعوا الأمر إلى بابا في الهند، لكنه لم يشعر بالقلق.

## الموت
توفيت نورينا ماتشابيللي في كثبان يوبون، في ميرتل بيتش، ساوث كارولينا، في عام 1957، وعمرها 77 عامًا. تم دفن رمادها بالقرب من سماد مهير بابا في مهيرآباد، بالقرب من أحمدناغارفي الهند. تحمل لوحة قبرها النقش: كانت الأميرة نورينا وستبقى على بابا .

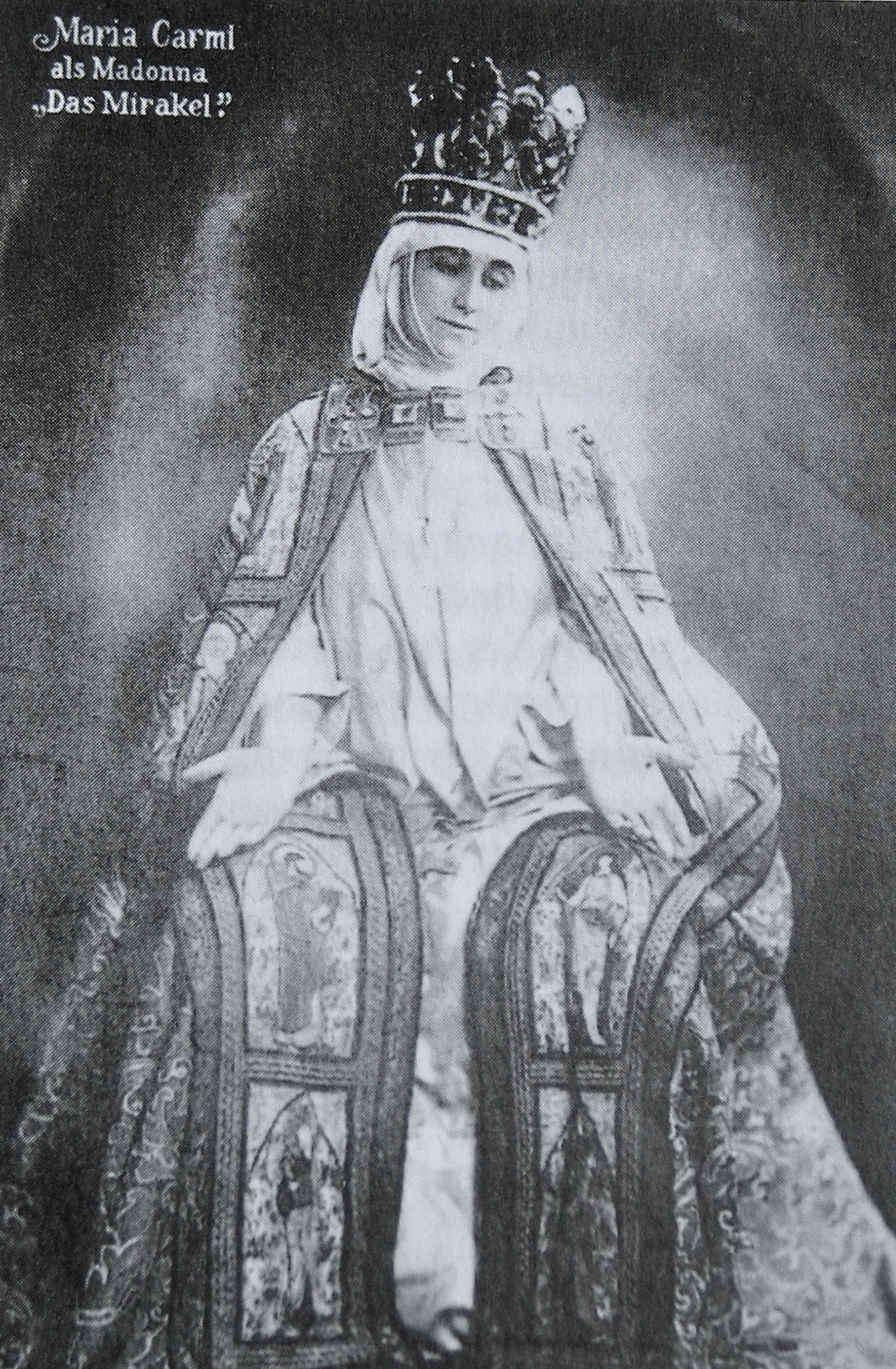
ماريا كارمي في المعجزة ، 1912)

## روابط خارجية
- نورينا ماتشابيلي على موقع IMDb (الإنجليزية)
- نورينا ماتشابيلي على موقع قاعدة بيانات برودواي على الإنترنت (الإنجليزية)
- نورينا ماتشابيلي على موقع قاعدة بيانات برودواي على الإنترنت (الإنجليزية)
- نورينا ماتشابيلي على موقع قاعدة بيانات الفيلم (الإنجليزية)
- نورينا ماتشابيلي على موقع كينوبويسك (الروسية)
- نورينا ماتشابيلي على موقع جمعية الأفلام البريطانية
- Maria Carmi في قاعدة بيانات الأفلام على الإنترنت
- حضور المرحلة كماريا كارمي
- مجلة مجلة Awakener
- صور في meherbabatravels.com